# Alger, le cri
Alger, Le Cri  est le premier roman de Samir Toumi. Il a été publié pour la première fois en 2013 par les éditions Barzakh.

## Résumé
Le narrateur raconte sa ville, "je cherche le cri" dit-il , une ville  qu'il fuit parfois pour Tunis, mais regagne toujours pour explorer ses rues et ses personnages.
Le cri en question qui est resté étouffé en lui depuis le début "Cette ville m'assaille" 
Une quête de soi et de ses origines, dans Alger une ville éclatante au soleil mais aussi violente et parfois fatigante, une relation qui permet au lecteur d'être le témoin de la quête psychologique du narrateur et de son rapport à l'inconscient collectif.

## Traduction et Adaptation
Une traduction en anglais de Alger, le cri, faite par Alice Kaplan, est parue dans la revue littéraire The Yale Review (Yale University).
Alger, le Cri a été traduit en italien par Giulia Béatrice Filpi sous le titre "Algeri, il grido" aux éditions Astarte, publié en juillet 2021.